# Разплата (2016)
Разплата (2016) беше кеч pay-per-view турнир и WWE Network събитие, продуциран от WWE. Провежда се на 1 май 2016 в Allstate Arena в Роузмънт (предградие на Чикаго), щ. Илинойс.
Той е четвъртият турнир в хронологията на Разплата. Осем мача се провеждат по време на турнира, два от които преди шоуто. В главния мач, Роуман Рейнс побеждава Ей Джей Стайлс и запазва Световната титла в тежка категория на WWE. Критиците дават смесени решения за събитието и се подиграват с WWE, за това че определят турнира като началото на „нова ера“, въпреки че използват някои сюжети, които вече са използвани в миналото.

## Заден план
Разплата трябваше да се провежда в Prudential Center в Нюарк, Ню Джърси на 22 май 2016, но датите и местата се размениха с тези на Екстремни правила
На КечМания 32, Роуман Рейнс побеждава Трите Хикса и печели Световна титла в тежка категория на WWE за трети път. На следващата седмица в епизод на Първична сила, Рейнс отправя отрито предизвикателство, на което отговорят Крис Джерико, Ей Джей Стайлс, Кевин Оуенс и Сами Зейн. Това урежда Мач Фатална четворка за главен претендент по-късно в шоуто, но Оуенс атакува Зейн, оставяйки го неспособен да участва в мача; той е заместен от завърналия се Сезаро. Стайлс печели мача, получавайки шанс за титлата срещу Рейнс на Разплата. На следващата седмица, след като Зейн не можа да се бие предишната седмица, среща Сайлс в мач, уреден от Шейн Макмеън, в който би получил участване в мача за титлата ако спечели, но Стайлс печели. На 25 април в епизод на Първична сила, Стайлс спасява Рейнс от атаката от Карл Андерсън и Люк Галоус, след това Рейнс се възстановява и атакува Стайлс. Рейнс избягва, когато Стайлс се опитва да му отвърне.
На КечМания 32, Зак Райдър печели мач със стълби и печели първата си Интерконтинентална титла на WWE. На следващата седмица в епизод на Първична сила, Райдър губи титлата от Миз, след като жената на Миз, Марис, го разсейва. След като Миз запазва титлата си срещу Райдър същата седмица на Разбиване, Сезаро побеждава Кевин Оуенс на следващия епизод на Първична сила, става главен претендент и получава мач за титлата срещу Миз на Разплата.
На 11 април, в епизод на Първична сила, Шейн Макмеън урежда отборен турнир, победителите в който ще срещнат Нов Ден за Отборните титли на WWE. На 18 април в епизод на Първична сила, еобявено, че финала на турнира ще се провежда на Разплата.
Сами Зейн и Кевин Оуенс враждуват помежду си откакто Оуенс прави своя дебют на Завземане: Р Еволюция. На Завземане: Неудържими Оуенс контузва Зейн в техния мач за Титлата на NXT. На Кралски грохот, Зейн елиминира Оуенс от Кралското меле. На 7 март 2016 в епизод на Първична сила, Зейн прави неочаквано завръщане в главния състав и се сбива с Оуенс. На КечМания 32, Зейн коства Интерконтиненталната титла на Оуенс в мача със стълби, който Зак Райдър печели. На следващата вечер на Първична сила, Оуенс атакува Зейн, и го лишава от участието му в мача Фатална четворка за главен претендент за Световната титла в тежка категория на WWE. На 18 април в епизод на Първична сила, Шейн обявява, че Зейн ще се бие с Оуенс на Разплата.
На 11 април в епизод на Първична сила по време на рубриката Незабравими моменти където Крис Джерико интервюира себе си, Дийн Амброуз го прекъсва и му дава писмо от Шейн Макмеън, в което е написано, че Незабравими моменти се прекратява и ще е заместено с рубриката на Амброуз Лудницата на Амброуз. На 14 април в епизод на Разбиване, след като мача на Джерико със Сами Зейн приключва с дисквалификация, Амброуз, който е коментатор с Кевин Оуенс по време на мача, помага на Зейн да се справи с Джерико и Оуенс. На 18 април в епизод на Първична сила, след като Амброуз побеждава Оуенс, Джерко атакува Амброуз с Дешифратор. Става ясно, че Амброуз и Джерико ще се бият на Разплата.
На КечМания 32, Шарлът побеждава Саша Банкс и Беки Линч и става първата Шампионка при жените на WWE. На следващата вечер на Първична сила след КечМания Шарлът прави церемония и отпразнува новата титла и дивизията на жените, но непрекъснато ѝ злорадство за успеха ѝ кара другите жени на ринга да напуснат с изключение на Наталия, който казва на Шарлът да се научи на смирение. След като Шарлът заявява, че семейството ѝ винаги е било по-добро от Харт, Наталия и прилага Захапката на акулата, преди Рик Светкавицата да помога на Шарлът да се измъкне. На 11 април в епизод на Първична сила, Шарлът среща Наталия в мач за Титлата при жените, в който Наталия печели с дисквалификация, след като Рик Светкавицата издърпва съдията от ринга, докато Шарлът се предава от Захапката на акулата. Тъй като Наталия печели чрез дисквалификация, тя не печели титлата. На 18 април, в епизод на Първична сила, Наталия прекъсва Шарлът по време на интервю и казва, че Шейн Макмеън е уредил реванш за титлата при жените на Разплата и че нейният чичо Брет Харт ще бъде в нейния ъгъл.
На предварителното шоу на КечМания 32, Калисто побеждава Райбак и защитава Титлата на Съединените щати. На 21 април в епизод на Разбиване, Райбак побеждава Калисто в мач без заложба, което урежда мача им на Разплата за Титлата на Съединените щати.
Въпреки загубата си от Гробаря на КечМания 32 в мача в Адската клетка, от който той би получил контрола над Първична сила ако беше спечелил, Шейн Макмеън получава временен контрол над Първична сила на следващата седмица от баща си, Председателя на WWE Винс Макмеън. След като Шейн контролира Първична сила за четири последователни седмици, една от лидерите на Началниците и неговата сестра Стефани Макмеън се връща и обявява, че на Разплата Винс ще определи кой от двамата, Стефани или Шейн ще бъде на чело на Първична сила.
На КечМания 32, Барън Корбин печели Кралската битка в памет на Андре Гиганта. На следващата вечер на Първична сила, след като мача завършва с двойно отброяване, Корбин атакува Долф Зиглър. През следващите седмици, двамата се атакуваха взаимно, което устроива мача между двамата на Разплата, на 25 април в епизод на Първична сила.

## Резултати
| №                                                                                     | Резултати                                                                                         | Правила                                                              | Време |
| ------------------------------------------------------------------------------------- | ------------------------------------------------------------------------------------------------- | -------------------------------------------------------------------- | ----- |
| 1П                                                                                    | Долф Зиглър победи Барън Корбин                                                                   | Индивидуален мач                                                     | 07:43 |
| 2П                                                                                    | Калисто (ш) победи Райбак                                                                         | Индивидуален мач за Титлата на Съединените щати на WWE               | 08:45 |
| 3                                                                                     | Водевиланс (Ейдън Инглиш и Саймън Гоч) победиха Ензо Аморе и Колин Касиди чрез спиране от съдията | Отборен мач за определяне на претенденти за Отборните титли на WWE   | 03:58 |
| 4                                                                                     | Кевин Оуенс победи Сами Зейн                                                                      | Индивидуален мач                                                     | 14:30 |
| 5                                                                                     | Миз (с Марис) (ш) победи Сезаро                                                                   | Индивидуален мач за Интерконтиненталната титла на WWE                | 11:20 |
| 6                                                                                     | Дийн Амброуз победи Крис Джерико                                                                  | Индивидуален мач                                                     |       |
| 7                                                                                     | Шарлът (ш) (с Рик Светкавицата) победи Наталия (с Брет Харт) чрез предаване                       | Индивидуален мач за Титлата при жените на WWE                        | 13:04 |
| 8                                                                                     | Роуман Рейнс (ш) победи Ей Джей Стайлс                                                            | Мач без дисквалификации за Световната титла в тежка категория на WWE | 25:05 |
| - (ш) – указва шампиона/шампионите в мача - П – показва, че мача се случи преди шоуто |                                                                                                   |                                                                      |       |

1. ↑  Мача е спрян, когато Ензо претърпява истинска травма, която изисква специална медицинска помощ. По-късно WWE заявяват, че Аморе получава сътресение, и Водевиланс са обявени като претенденти.
2. ↑  Съдията Чарлс Робинсън нарежди да бият гонга, когато Шарлът прави на Наталия Захапката на акулата, въпреки че Наталия на се предава.
3. ↑  Този мач първо свършва чрез отброяване в полза на Стайлс, но е възобновен от Шейн Макмеън като мач без отброяване. Мача след това завършва чрез дисквалификация в полза на Стайлс, но е възобновен от Стефани Макмеън под правилата като мач без дисквалификации.

Отборен турнир
|  | Четвъртфинали Първична сила (11 април) Разбиване (14 април) | Четвъртфинали Първична сила (11 април) Разбиване (14 април) |                           |        | Полуфинали Първична сила (18 април) | Полуфинали Първична сила (18 април) |  |  | Финал Разплата | Финал Разплата |
|  |                                                             |                                                             |                           |        |                                     |                                     |  |  |                |                |
|  |                                                             |                                                             |                           |        |                                     |                                     |  |  |                |                |
|  |                                                             |                                                             |                           |        |                                     |                                     |  |  |                |                |
|  | Братя Усо                                                   | Туш                                                         |                           |        |                                     |                                     |  |  |                |                |
|  | Братя Усо                                                   | Туш                                                         |                           |        |                                     |                                     |  |  |                |                |
|  | Отхвърлени от Обществото (Къртис Аксел и Хийт Слейтър)      | 04:16                                                       |                           |        |                                     |                                     |  |  |                |                |
|  | Отхвърлени от Обществото (Къртис Аксел и Хийт Слейтър)      | 04:16                                                       | Братя Усо                 | 3:26   |                                     |                                     |  |  |                |                |
|  |                                                             |                                                             | Братя Усо                 | 3:26   |                                     |                                     |  |  |                |                |
|  |                                                             | Водевиланс                                                  | Туш                       |        |                                     |                                     |  |  |                |                |
|  | Златен прах и Фанданго                                      | Водевиланс                                                  | Туш                       | 02:01  |                                     |                                     |  |  |                |                |
|  | Златен прах и Фанданго                                      |                                                             |                           | 02:01  |                                     |                                     |  |  |                |                |
|  | Водевиланс                                                  | Туш                                                         |                           |        |                                     |                                     |  |  |                |                |
|  | Водевиланс                                                  | Туш                                                         | Водевиланс                | [ 19 ] |                                     |                                     |  |  |                |                |
|  |                                                             |                                                             | Водевиланс                | [ 19 ] |                                     |                                     |  |  |                |                |
|  |                                                             | Ензо Аморе и Колин Касиди                                   | 03:58                     |        |                                     |                                     |  |  |                |                |
|  | Ензо Аморе и Колин Касиди                                   | Ензо Аморе и Колин Касиди                                   | 03:58                     | Туш    |                                     |                                     |  |  |                |                |
|  | Ензо Аморе и Колин Касиди                                   |                                                             |                           | Туш    |                                     |                                     |  |  |                |                |
|  | Възкачване                                                  | 04:20                                                       |                           |        |                                     |                                     |  |  |                |                |
|  | Възкачване                                                  | 04:20                                                       | Ензо Аморе и Колин Касиди | Туш    |                                     |                                     |  |  |                |                |
|  |                                                             |                                                             | Ензо Аморе и Колин Касиди | Туш    |                                     |                                     |  |  |                |                |
|  |                                                             | Дъдли Бойс                                                  | 8:33                      |        |                                     |                                     |  |  |                |                |
|  | Луча Драконите                                              | Дъдли Бойс                                                  | 8:33                      | 03:04  |                                     |                                     |  |  |                |                |
|  | Луча Драконите                                              |                                                             |                           | 03:04  |                                     |                                     |  |  |                |                |
|  | Дъдли Бойс                                                  | Туш                                                         |                           |        |                                     |                                     |  |  |                |                |
|  | Дъдли Бойс                                                  | Туш                                                         |                           |        |                                     |                                     |  |  |                |                |